# 宗主教

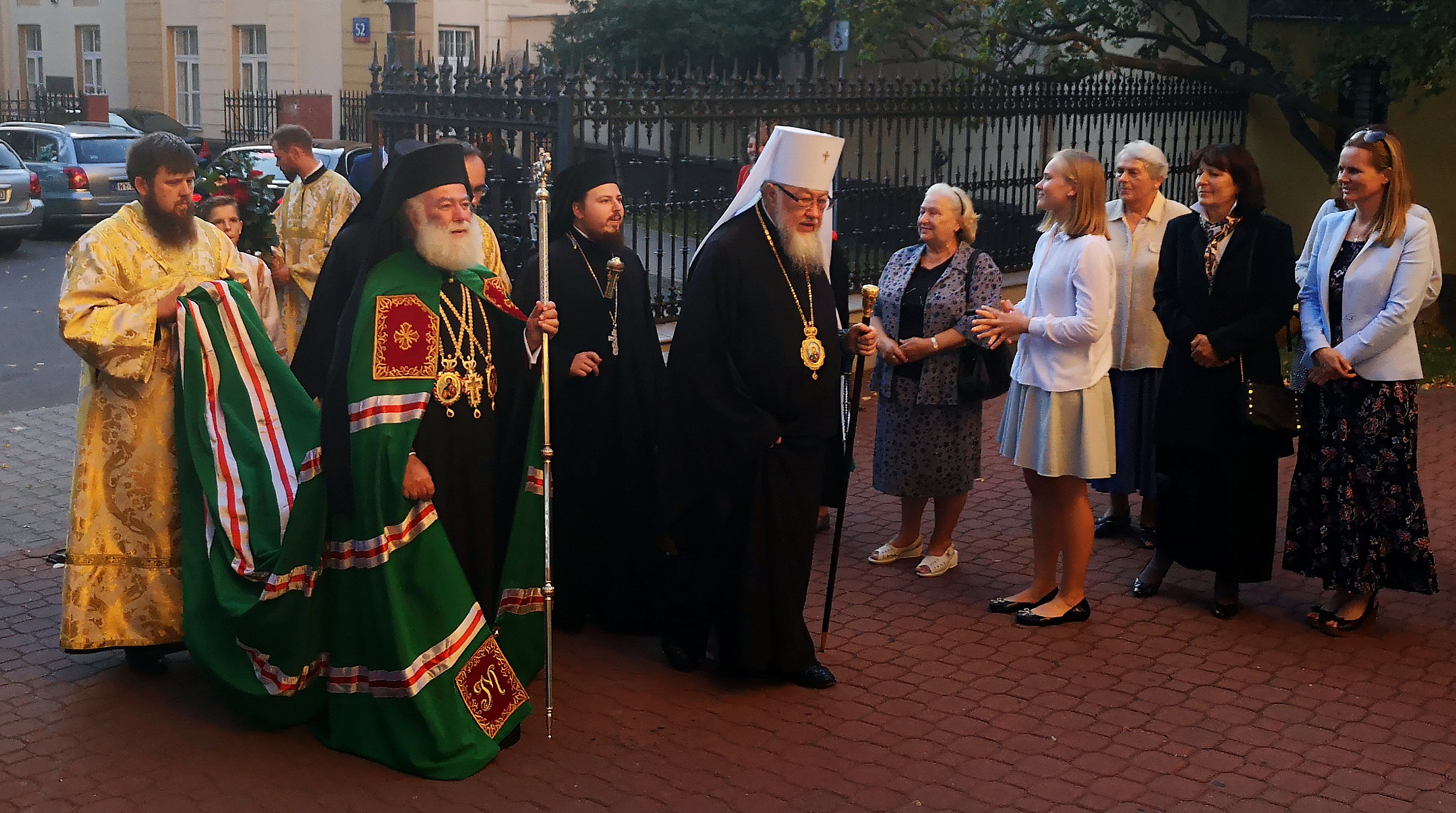

宗主教，東正教传统中译为牧首，是實施主教制度的基督教宗派的高級神職人員職稱。
最初，宗主教是一位作为家父（pater familias）对某个扩展家庭行使专制的权力的男人。该种由年长男性对家庭进行支配的体系被称为父权（patriarchy）（Πατριάρχης）。这是一个希腊文词汇，由πατήρ (pater，意为“父亲”)和ἄρχων (archon，意为领导leader,首领chief，统治者ruler，国王king，等等) 
亚伯拉罕，以撒，以及雅各被提及为三位以色列人的族长（patriarch，天主教中文译译法，或为“圣祖”），而他们生活的时期即被称为“族长时代”（Patriarchal Age）。它最初是在圣经的七十士譯本中获得了其宗教上的含义。
该词主要具有特殊的教会的多种含义。特别是，东正教会、天主教会（高于大总主教（Major Archbishop）和首席主教（primate））、东方亚述教会中最高等级的主教均称为“patriarchs”。此位patriarch的办公地以及教会的征役（由一个或更多的教省组成，尽管在他自己的（总）教区之外他经常没有可实施之司法权）被称为“牧首區”（patriarchate）。从历史上说，宗主教可能经常是一个充当行政长官（Ethnarch）的合理人选，后者可在一个信奉其他教义的国家或帝国内代表由其宗教团体所形成的社区（如在奥斯曼帝国内的基督徒）。
宗主教是早期基督教在一些主要城市的主教的称号，他们的威望和权力比一般的主教要高；其中罗马、君士坦丁堡、亞歷山卓、安条克、耶路撒冷等五個首要主教所領導的教會，又合稱為「五大宗主教區」（Pentarchy；亦稱為「五牧首聯合治理教會」）。当天主教会和东正教会分裂时，罗马的宗主教成为天主教的教宗，而君士坦丁堡的宗主教成为东正教的普世牧首。现今在世界许多地方都可以发现一至数名宗主教/牧首，特别是在历史形成的教会发展中心更是如此，比如亚历山大宗主教。

## 东正教会的牧首

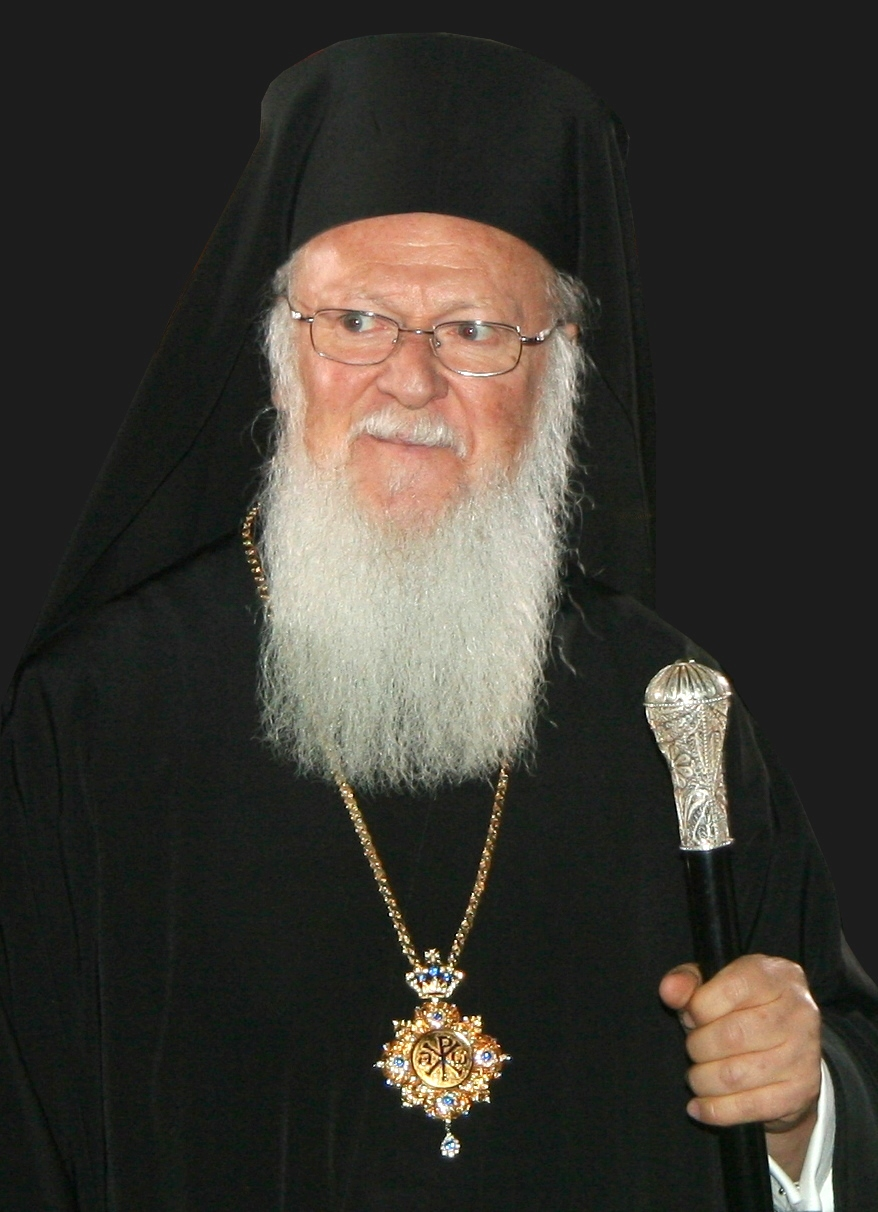
巴尔多禄茂一世，現任君士坦丁堡、新羅馬總主教及普世牧首

并非全部15个东正教自主教会的领袖的称号都是宗主教。实际上使用这一称号的自主教会领袖有9个，其他自主教会领袖的称号是都主教或總主教。
使用宗主教称号的东正教自主教会领袖实际上都是独立、平权的，然而按照“历史荣誉”排序如下（名称为当前正教中文全称）：
1. 君士坦丁堡，新罗马總主教和普世牧首
2. 亚历山大和全非洲牧首
3. 大安提阿和全东方希腊教会牧首
4. 耶路撒冷圣城和全巴勒斯坦牧首
5. 莫斯科及全俄羅斯牧首
6. 全喬治亞大公長牧首
7. 塞尔维亚牧首
8. 卡帕多细亚—恺撒城的继承者，翁格罗—弗拉克人的都主教，布加勒斯特的總主教，全罗马尼亚牧首
9. 全保加利亚牧首

这9个牧首中，有4个是古代传流下来，而另外5个是晚近才确认的：
- 古代宗主教区（最初也包括罗马宗主教区）：
  - 君士坦丁堡普世宗主教（Ecumenical Patriarch of Constantinople）（东正教中文译名：君士坦丁堡普世牧首）（领导君士坦丁堡普世牧首区Ecumenical Patriarchate of Constantinople，并且是东正教（Eastern Orthodoxy）精神领袖）
  - 亚历山大和全非洲宗主教（Patriarch of Alexandria and All Africa）（东正教中文译名：亚历山大和全非洲牧首）（领导亞歷山卓暨全非洲希臘正教牧首區Greek Orthodox Church of Alexandria）
  - 安条克宗主教（Patriarch of Antioch）（东正教中文译名：安条克牧首）（领导在近东的安条克暨全东方希腊正教牧首区）
  - 耶路撒冷宗主教（Patriarch of Jerusalem）（东正教中文译名：耶路撒冷牧首）（领导在以色列、巴勒斯坦、约旦和全阿拉伯的耶路撒冷希腊正教牧首区）

- 在五大宗主教区建立之后的五个晚出的牧首区，根据其被君士坦丁堡普世牧首确认为宗主教区的时间先后排列如下：
  - 全保加利亚牧首（Patriarch of All Bulgaria）（领导保加利亚的保加利亚正教会Bulgarian Orthodox Church），927年被确认为牧首区。[2]
  - 全格鲁吉亚大公長牧首（Catholicos-Patriarch of All Georgia）（领导格鲁吉亚的格鲁吉亚正教会），1008年被确认为Catholicosate（即Patriarchate，牧首区）[3]
  - 塞尔维亚牧首（Patriarch of Serbia）（领导塞尔维亚（以及原南斯拉夫）的塞尔维亚正教会Serbian Orthodox Church），1375年被确认为牧首区[4]
  - 莫斯科及全俄罗斯牧首（Patriarch of Moscow and All Russia）（领导俄罗斯的俄罗斯正教会），1589年被确认为牧首区[5]
  - 全罗马尼亚牧首（Patriarch of All Romania）（领导罗马尼亚的罗马尼亚正教会），1925年被确认为牧首区[6]

## 正教教团之外的东方牧首
- 莫斯科和全俄罗斯牧首（Patriarch of Moscow and All Russia）（领导俄罗斯古正教会Russian Old-Orthodox Church）
- 基辅牧首（Patriarch of Kiev）（领导乌克兰正教会—基辅宗主教圣统Ukrainian Orthodox Church - Kiev Patriarchate）
- 教会法定乌克兰独立正教会基辅和全罗斯-乌克兰牧首（Patriarch of Kyiv and All Rus-Ukraine of the Ukrainian Autocephalous Orthodox Church Canonical）
- 安提阿大公宗徒教会牧首（Patriarch of the Catholic Apostolic Church of Antioch）
- 美国正统大公教会牧首（Patriarch of the American Orthodox Catholic Church）
- 耶路撒冷会牧首（Patriarch of the Assembly of Jerusalem）

## 东方正统教会宗主教

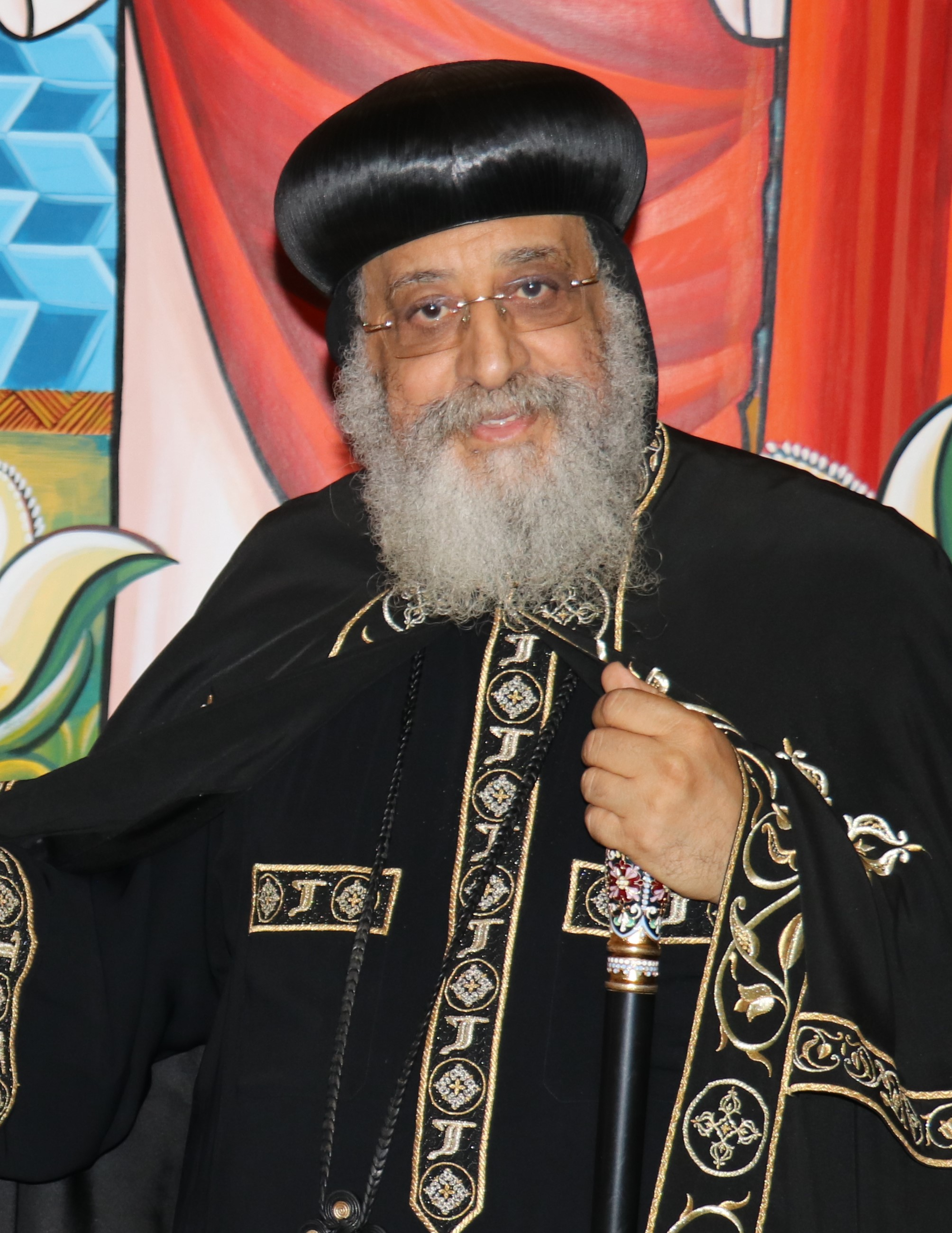
亞歷山大教宗塞奥佐罗斯二世 （HH Pope Tawadros II），第118任亚历山大教宗和全非洲牧首，在聖馬爾谷的主教宝座（Apostolic Throne of St Mark）上

- 亚历山大教宗和全非洲牧首（Pope of Alexandria and Patriarch of All Africa）（领导在埃及、全非洲的亚历山大科普特正教会Coptic Orthodox Church of Alexandria，也是东方正统教会Oriental Orthodoxy的精神领袖）
- 安提阿和全东方牧首（Patriarch of Antioch and All the East）（近东的安提阿叙利亚正教会Syriac Orthodox Church of Antioch的领袖，以及普世叙利亚正教会至高领袖Supreme Leader of the Universal Syriac Orthodox Churc）
  - 印度大公（Catholicos of India）（领导印度的玛兰卡雅格派叙利亚正教会Malankara Jacobite Syriac Orthodox Church）
- 埃奇米亚金，亚美尼亚和全亚美尼亚人大公（Catholicos of Etchmiadzin, Armenia and of All Armenians）和亚美尼亚宗徒教会至高牧首（Supreme Patriarch of the Armenian Apostolic Church）（领导亚美尼亚宗徒教会Armenian Apostolic Church）
  - 西利西亚大公（Catholicos of Cilicia）（领导山省Antelias，黎巴嫩以及中东的西利西亚家族亚美尼亚宗徒教会（Armenian Apostolic Church of the House of Cilicia）
  - 亚美尼亚人的君士坦丁堡牧首（Patriarch of Constantinople for the Armenians）（在土耳其）
  - 亚美尼亚人的耶路撒冷和圣锡安牧首（Patriarch of Jerusalem and of Holy Zion for the Armenian）（在以色列，巴勒斯坦，约旦，和波斯湾）
- 东方大公（Catholicos of the East）（领导印度的印度正教会Indian Orthodox Church）
- 阿克苏姆总主教和全埃塞额比亚大公牧首（Archbishop of Axum and Patriarch Catholicos of All Ethiopia）（领导埃塞俄比亚的埃塞俄比亚正统台瓦西多教会Ethiopian Orthodox Tewahedo Church）
- 阿斯马拉总主教和全厄立特里亚牧首（Archbishop of Asmara and Patriarch of All Eritrea）（领导厄立特里亚的厄立特里亚正统台瓦西多教会Eritrean Orthodox Tewahedo Church）

## 东方亞述教会的牧首
- 塞琉西亞-泰西封大公牧首（Catholicos-Patriarch of Seleucia-Ctesiphon）（近東地區東方亞述教會Assyrian Church of the East的領袖）

## 东方古代教会的牧首
- 大公牧首（Catholicos-Patriarch）（近東地區东方古代教会Ancient Church of the East的领袖。该教会于1964年由东方亚述教会分出）

## 天主教會的宗主教
作為五大宗主教區之一，教宗管轄的的羅馬宗主教區（羅馬教會，即今之聖座）是唯一位於西羅馬帝國境內的宗主教區（牧首區）。粗略地說，它與現今拉丁禮教會的管轄權界限相同。教宗的眾多頭銜中關於宗主教身份的為「西方宗主教」（Patriarch of the West），該頭銜曾於2006年從聖座頒布的有關出版物中去，又於2024年恢復。

### 拉丁禮宗主教
除了教宗之外，現存有四個拉丁禮宗主教。這些宗主教沒有對其他拉丁禮總主教的管轄權。由於各種的歷史原因，而被授予該稱號純粹是一種榮譽。拉丁禮宗主教完全與教宗共融。
- 拉丁禮耶路撒冷宗主教：建立於1099年
- 威尼斯宗主教：建立於1451年
- 里斯本宗主教：建立於1716年
- 東印度宗主教（英语：Patriarchate of the East Indies）：建立於1886年

### 東方禮天主教會宗主教

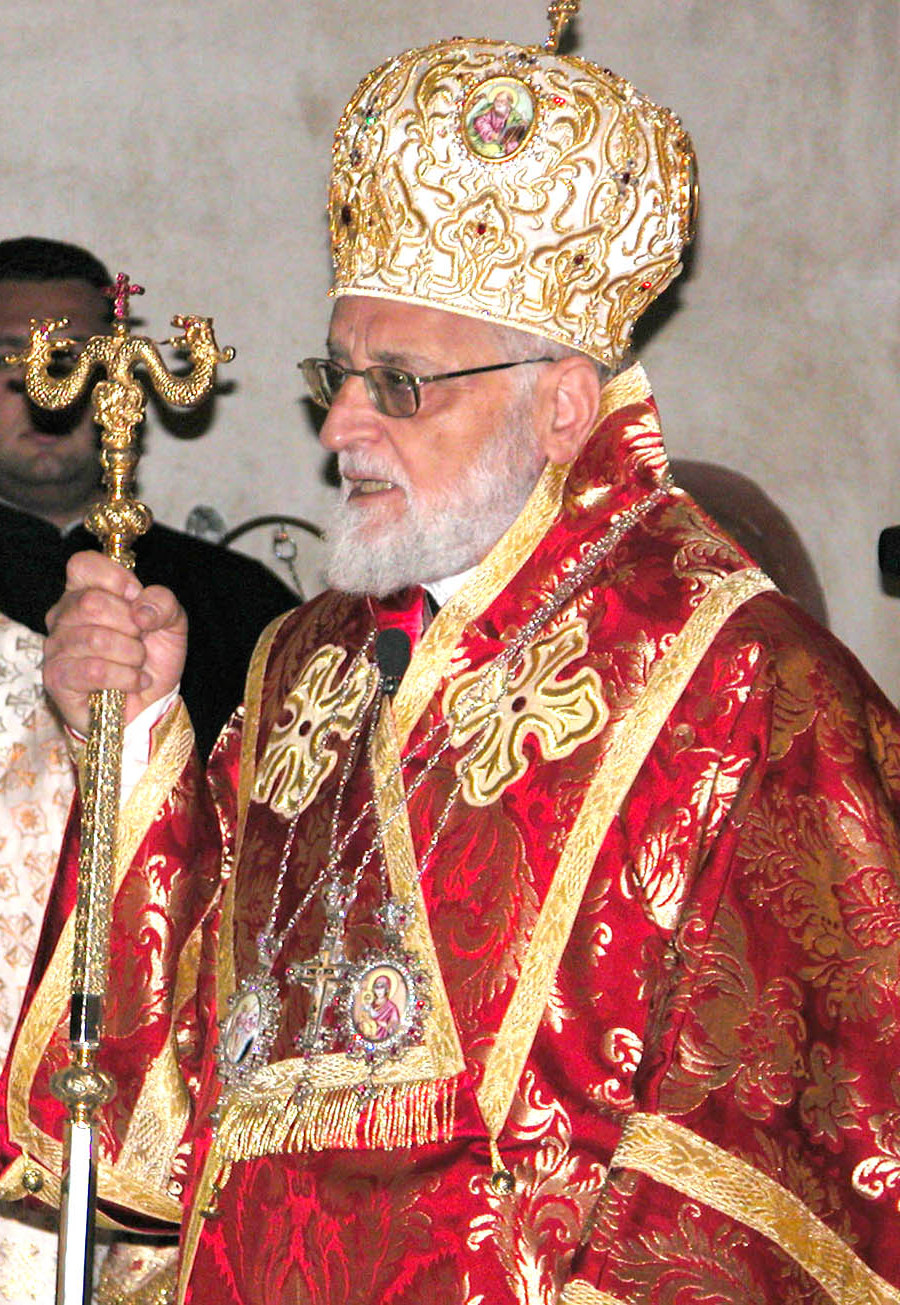
第20任默基特希臘禮天主教會宗主教額我略三世·拉罕

東儀天主教會（或稱「東方禮天主教會」）的宗主教與教宗共融，承認教宗在教會中的最高地位，但擁有比一般的天主教會主教更大的自治權。他們的地位大致相當於樞機。在21世紀，東儀天主教會在東方管理著天主教東方宗主教轄區。這些宗主教分別是：
- 科普特禮天主教亞歷山大宗主教：領導科普特禮天主教會[9]
- 敘利亞禮天主教安提阿宗主教：領導敘利亞禮天主教會[10]
- 默基特希臘禮天主教安提阿宗主教：領導默基特希臘禮天主教會[11]該職兼三個領銜宗主教位，它們都在五大宗主教區中東部（Middle Eastern Pentarchy）：
  - 默基特禮天主教亞歷山大宗主教：在埃及
  - 默基特禮天主教耶路撒冷宗主教：在巴勒斯坦及以色列
- 馬龍尼禮安提阿宗主教：領導馬龍尼禮教會[12]
- 加色丁禮天主教巴格达宗主教：領導加色丁禮天主教會[13]
- 亞美尼亞禮天主教西利西亞宗主教：領導亞美尼亞禮天主教會[14]

### 歷史上天主教會的宗主教
西方宗主教（Patriarch of the West）傳統上稱羅馬主教即教宗為西方宗主教，但教宗本篤十六世於2006年廢除此稱號，又於2024年恢復此稱號。
- 西印度宗主教（英语：Patriarchate of the West Indies）：領銜宗主教，自1963年起教座出缺。
- 拉丁禮安提阿宗主教（英语：Latin Patriarchate of Antioch）：1964年廢除
- 拉丁禮亞歷山大宗主教：1964年廢除
- 阿奎萊亞宗主教（英语：Patriarchate of Aquileia）：1752年解除
- 拉丁禮君士坦丁堡宗主教：1964年廢除
- 格雷多宗主教（英语：Patriarch of Grado）：1451年與卡斯泰洛和威尼斯主教合併組成威尼斯總教區。
- 拉丁禮埃塞俄比亞宗主教（英语：Latin Patriarchate of Ethiopia）：1555年至1663年間出現，由葡萄牙主教及耶穌會會士領銜。
- 迦太基宗主教（英语：Archdiocese of Carthage）：歷史存疑領銜

## 其他基督宗教宗主教
- 巴西宗徒国家教会宗主教（The Patriarch of the Catholic Apostolic National Church of Brazil）
- 国际神恩主教教会团宗主教（The Patriarch of the International Communion of the Charismatic Episcopal Church）

## 耶稣基督后期圣徒教会（LDS Church）
据耶稣基督后期圣徒教会（The Church of Jesus Christ of Latter-day Saints）称，patriarch（教长）是在麦基洗德祭司（Melchizedek Priesthood）中已被任命为教长职者。该词被视为与evangelist（布道员）为同义词。教长的一个基本责任是给予教长祝福（Patriarchal blessing），一如旧约中雅各（Jacob）为其十二个儿子所做的一样。教长通常被分配到每个教区（stake）并终身保有该头衔。